# Hässleholm
Hässleholm er med 19.760(2023) indbyggere en større stationsby i det nordlige Skåne, som voksede frem omkring jernbaneforbindelsen mellem Helsingborg og Kristianstad i 1800-tallet. I 1914 fik byen stadsrettigheder. Den er nu hovedby i Hässleholms kommun, Skåne län, Sverige.
Byen ligger i den såkaldte snaphanebygd. Det var her Sverige og Danmark mødtes under de skånske krige i 1600-tallet. I de dybe skove kæmpede dengang de dansksindede snaphaner eller friskytter deres guerillakrig mod de svenske tropper, som havde besat Skånelandene. Til minde om de skånske snaphaner har kunstneren Axel Ebbe opført statuen Snapphanen.
I 2002 indviedes byens ny kulturhus med bibliotek, biograf, restauranter og forsamlingslokaler.